# Zuid-Afrika op de Olympische Zomerspelen 1924
Zuid-Afrika nam deel aan de Olympische Zomerspelen 1924 in Parijs, Frankrijk. Er werden drie medailles gewonnen. Eén in elke kleur.

## Medailles

### Goud
- William Smith — Boksen, mannen bantamgewicht

### Zilver
- Sydney Atkinson — Atletiek, mannen 110m horden

### Brons
- Cecil McMaster — Atletiek, mannen 10km snelwandelen

Argentinië · Australië · België · Brazilië · Brits-Indië · Bulgarije · Canada · Chili · Cuba · Denemarken · Ecuador · Egypte · Estland · Filipijnen · Finland · Frankrijk · Griekenland · Groot-Brittannië · Haïti · Hongarije · Ierland · Italië · Japan · Joegoslavië · Letland · Litouwen · Luxemburg · Mexico · Monaco · Nederland · Nieuw-Zeeland · Noorwegen · Oostenrijk · Polen · Portugal · Roemenië · Spanje · Tsjecho-Slowakije · Turkije · Uruguay · Verenigde Staten · Zuid-Afrika · Zweden · Zwitserland